# ARA Presidente Sarmiento
La frégate ARA Presidente Sarmiento, construite en 1897 en Angleterre, est un trois-mâts barque ayant servi de navire-école de la marine argentine (Armada de la República Argentina, ARA) nommé en l'honneur du septième président argentin, Domingo Faustino Sarmiento. 

Mis hors service en 1961, il est transformé, après une grande restauration, en monument historique en 1962. C'est désormais un navire musée à quai de Puerto Madero à Buenos Aires.

## Histoire
L'Argentine avait besoin d'un navire moderne pour former ses marins. Un contrat fut signé avec la société Laids Brothers de Liverpool et le bâtiment fut construit dès 1896 au chantier naval Cammell Laird de Birkenhead au Royaume-Uni.
Le premier voyage de formation a été lancé le 12 janvier 1899 et arriva le 16 juillet 1900 dans le port d'Annapolis aux États-Unis. Jusqu'en 1939 il effectua 37 voyages de formation dans les différentes parties du monde. Il a participé à l'ouverture du canal de Panama et à l'inauguration de la statue de José de San Martín à Boulogne-sur-Mer
À partir de 1939, le navire a cessé ses voyages internationaux à cause de la guerre. Puis ces voyages annuels se firent principalement en Amérique du Sud. Il finit sa carrière pour la formation à l'École de matelot de Cabos et fit sa dernière année de service en 1961.
Le navire a été déclaré monument historique national le 18 juin 1962 et transformé en musée le 22 mai 1964. Sa tradition maritime fut transmise à la nouvelle frégate ARA Libertad qui poursuit l'instruction des cadets de l'école navale de la marine argentine.